# Tejuçuoca
Tejuçuoca is een gemeente in de Braziliaanse deelstaat Ceará. De gemeente telt 16.180 inwoners (schatting 2009).
De gemeente grenst aan Itapajé, Apuiarés, General Sampaio, Canindé en Irauçuba.